# Saint-Méloir-des-Bois
Saint-Méloir-des-Bois is een gemeente in het Franse departement Côtes-d'Armor, in de regio Bretagne. De plaats maakt deel uit van het arrondissement Dinan.

## Geografie
De oppervlakte van Saint-Méloir-des-Bois bedraagt 6,2 km².
De onderstaande kaart toont de ligging van Saint-Méloir-des-Bois met de belangrijkste infrastructuur en aangrenzende gemeenten.

## Demografie
Onderstaande figuur toont het verloop van het inwonertal (bron: INSEE-tellingen). 

1. ↑  Populations de référence 2022.